# Nepenthes glandulifera
Nepenthes glandulifera är en tvåhjärtbladig växtart som beskrevs av Chi. C. Lee. Nepenthes glandulifera ingår i släktet Nepenthes och familjen Nepenthaceae. Inga underarter finns listade i Catalogue of Life.